# Psoralea cuspidata
Psoralea cuspidata är en ärtväxtart som beskrevs av Frederick Traugott Pursh. Psoralea cuspidata ingår i släktet Psoralea och familjen ärtväxter. Inga underarter finns listade i Catalogue of Life.